# Julemanden
Julemanden er en mytisk person i visse kulturer, der juleaften uddeler gaver til de artige børn. Julemanden går i andre lande under navne som Santa Claus (USA), Father Christmas (England), Jultomten (Sverige) og Julenissen (Norge), Babbo Natale (Italien) og Weihnachtsmann (Tyskland). Myten om Julemanden er især udbredt i USA og Tyskland (hvorfra myten stammer).

## Myten
Myten fortæller, at julemanden er en stor, rund mand med langt hvidt skæg og en rungende, hjertelig latter – Ho ho ho. Juleaften tager julemanden af sted på sin slæde trukket af 9 rensdyr med Rudolf i spidsen, for at dele gaver ud til alverdens artige børn. 
For at komme ind i husene med gaverne, lander han på tagene og kravler så ned igennem skorstenene. Julemanden lægger nu gaver under træet eller i julesokkerne. Hvis der er stillet juleguf frem, spiser julemanden lidt af det, og efter besøg hos alle børn i verden, er det klart, der sætter sig lidt på sidebenene. 
Resten af året bor han sammen med sine julenisser og laver alt legetøjet i sit værksted. Hvor julemanden rent faktisk bor, er der en del diskussion om. Steder der har været foreslået er f.eks. Grønland, Nordpolen, Tyrkiet, Finland og Rusland.

## Oprindelse
Julemanden er delvist baseret på Sankt Nikolaus, som var en biskop (nu en helgen) fra den byzantinske provins Lykien i Lille Asien (erobret af osmannerne i 1451, nuværende Tyrkiet), der var kendt for at dele gaver ud til de fattige; et gammelt sagn fortæller at sankt Nikolaus nabo, var blevet ramt af det ene forfærdelige uheld efter det andet, han så derfor ingen anden udvej end at sælge sine tre døtre som slaver. Men først gik han til biskoppen for at få et råd, og biskoppen rådede ham til at bede dag og nat - og tre gange faldt der en stor pose med guld stykker ned fra loftet, og den arme nabo blev ikke nødt til at sælge sine døtre. Fra dette sagn blev sankt Nikolaus kendt som børnenes beskytter helt frem til 1700.
6. december 343 døde biskop Nikolaus af Myra, og hans legeme blev begravet i byen. Folk kom og besøgte ham i ny og næ. Men pludselig strømede en duftende væske ud af kisten, og straks styrtede folk til, for at få en flaske af "Den hellige Nikolaus olie", som man sagde kunne helbrede sygdomme [kilde mangler]. Men ikke alle kom med fredelige hilsner, engang kom en gruppe søfolk, fra havne byen Bari i Italien, for at stjæle hans legeme og bringe det med hjem til Bari, hvor de byggede Basilika de Sankt Nikola, som stadig besøges. I Europa blev man hurtigt vilde med Nikolaus, og folk kom stadig i massevis for at besøge hans gravsted i Bari. Engang kom Hertugen af Lothringen for at besøge Nikolauses gravsted i Italien, ingen ved hvordan, men da han kom hjem igen, havde han en fingerknogle fra selveste Biskoppen, rundt om den byggede han kirken Nikolas De Pont, i Lothringen i Frankrig, mange mente at hertugen selv havde hugget sin egen fingerknogle af. Oppe i det 15. århundrede begyndte man at bruge Nikolaus som en skikkelse der delte gaver og godter ud, man har fx Christkindchen, eller som hun hedder på dansk Jesusbarnet, som vi brugte her i Danmark og Tyskland. Christkinchen blev ofte symboliseret med hvid kjole, og en krans i håret. Hun fulgtes med en trold eller djævel, djævlens job var at straffe de uartige børn, mens christkinchens var at rose de artige. Christian den 4. troede også på hende i et brev til sin bror Ulrik, skrev han i 1594, da han var 17 år gammel, at hvis broderen var sød, ville Christkinchen måske komme med noget godt til hans fødselsdag. 
Martin Luther udtalte i 1535, at han ikke havde noget imod, at børnene skulle tro, at det var skt. Nikolaus eller Christkind (Jesusbarnet), der kom med gaverne.
I Holland brugte man Sinterklaas, som sammen med sin sorte hjælper Zwarte Piet, sejlede ind i Amsterdams havn den 6. december, på Skt. Nikolaus-dagen, og delte godter og gaver ud til alle de artige børn. Sinterklaas gik klædt som en bisp, med bispehue, rødt tøj og et stort, hvidt skæg, men også lidt ligesom nutidens julemand.
En af de første danske tekster hvor ordet "julemand" forekommer på dansk er i forbindelse med beskrivelsen af et juleoptog i Blumenwerder i Pommern.
Her hedder fortælles det at 
| „ | I Blumenwerder i Pommern kan man juleaften se fantastiske og löjerlige skikkelser færdes på gaderne, det er björnen og dens fører, skimmelrytteren, storken, gedebukken, julemanden og Jøden. | “ |

Det hævdes ofte at julemandens røde og hvide farver oprindelig stammer fra reklamer for Coca-Cola, der viste julemanden i disse farver. Dette kan ikke direkte siges at være helt sandt, da man allerede før reklamernes fremkomst i USA, ofte havde portrætteret julemanden i disse farver. Til gengæld må det konstateres at fremstillingen af julemanden, der hidtil havde været yderst varieret, er blevet standardiseret efter Coca-Colas reklame fra 1931; en stor mand med stor, hvidt skæg og hvid vams samt et bredt bælte om maven.
I 1931 begyndte kunstneren Haddon Sundblom et samarbejde med Coca-Cola, der varede 35 år. Han gjorde Santa Claus til et ikon på en moderne kommerciel kultur. Hans Santa Claus var menneskestor, glad, venlig og bar den velkendte røde dragt. Omkring 50′erne var Haddon Sundholms Santa Claus spredt over hele den vestlige verden gennem reklamer i blade og butikker.[kilde mangler]

## Traditioner
Der er mange traditioner forbundet med julemanden, og især børn fastholder de traditioner. I nogle lande hænger man sokker op, og så kommer julemanden, natten mellem den 23. og 24. december, og fylder dem med slik og godter. Det er også her han kommer med gaverne til børnene og lægger dem under juletræet, så børnene kan åbne dem d. 24. december (eller d.25., som er traditionen i USA). Måden julemanden kommer rundt i hele verden på, på en enkelt nat, er i hans store slæde trukket af 9 rensdyr (dog oprindeligt kun 8). Rensdyrene har på dansk navnene Danser, Springer/Sprinter, Smukke, Konge, Komet, Amor, Torden og Lyn. Den sidst tilkomne – Rudolf – hedder som bekendt også Rudolf på engelsk.

## Der, hvor Julemanden bor
Mange børn skriver hvert år breve til julemanden og fortæller hvad de ønsker sig. 
Især de danske børns breve ender hos Julemanden i Ilulissat, hvor der arbejder frivillige, som sørger for, at alle dem, der skriver, får et brev tilbage fra Julemanden.

Julemandens adresse: 

Julemanden

Box 785

3952 Ilulissat

Grønland
Julemanden har siden 2010 haft en ny adresse: Julemanden, Julemandens Postcenter 24, 0900 København C. 
Julemanden har telefonnummer 70 24 12 07. Telefonnummeret blev åbnet i 1986 og det er TDC der lægger telefonlinjer til.
Da TV sendte Børnenes U-landskalender "Nissebanden i Grønland" i 1989 opstod en ny myte, nemlig at julemandens hus ligger i Uummannaq på Grønlands vestkyst. I Spraglebugten ved Umanak ligger stadig den hytte, hvor julemanden bor ifølge julekalenderen.
I Finland ligger Julemandens Landsby. Den ligger lige på Polarcirklen få kilometer nord for Laplands hovedstad Rovaniemi. Her kan man besøge Julemanden, se hans posthus eller nissernes værksted. Hvis man skriver sig i hans gæstebog med navn og adresse får man en julehilsen til næste jul. Tæt på Julemandens Landsby ligger forlystelsesparken SantaPark.
Juletraditioner knyttet til Sankt Nikolaus har med tiden udviklet sig til nutidens julemand. Han var biskop i Myra i det nuværende Tyrkiet i det 4. århundrede.